# Zhang Ning (Badminton)

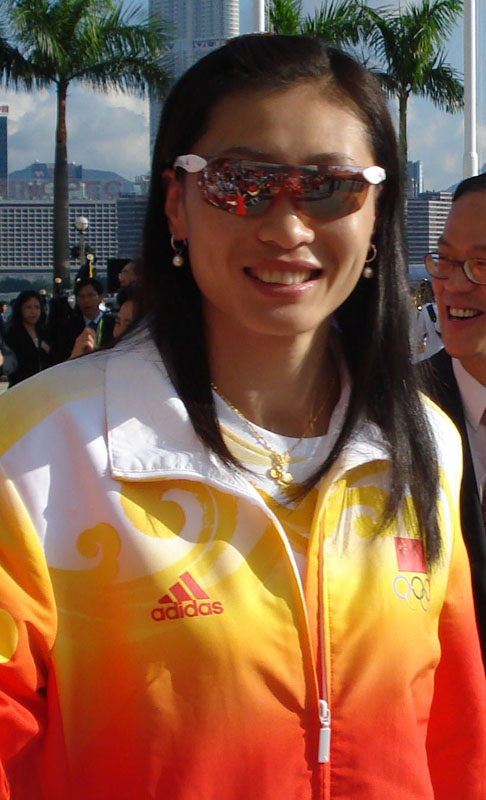
Zhang Ning bei den Olympischen Sommerspielen 2008

Zhang Ning (chinesisch 张 宁, Pinyin Zhāng Níng; * 19. Mai 1975 in Jinzhou, Provinz Liaoning) ist eine  Badmintonspielerin aus der Volksrepublik China.

## Karriere
Zhang Ning gewann die Badminton-Weltmeisterschaft 2003 in Birmingham im Dameneinzel. Dort schlug sie ihre chinesische Landsmännin und Titelverteidigerin Gong Ruina mit 11:6, 11:3 im Finale.
Zhang nahm  bei Olympia 2004 im Dameneinzel teil. Sie bezwang Marina Andrievskaia aus Schweden und Kelly Morgan aus Großbritannien in den ersten beiden Runden. Im Viertelfinale schlug Zhang Wang Chen aus Hongkong mit 9:11, 11:6, 11:7, um ins Halbfinale vorzudringen. Dort gewann sie gegen Landsfrau Zhou Mi 11:6, 11:4. Im Finale schlug sie Mia Audina aus den Niederlanden 8:11, 11:6, 11:7 und gewann so die Goldmedaille.
Im Badmintonturnier der Olympischen Spiele 2008 in Peking verteidigte sie ihre Goldmedaille erfolgreich im Finale gegen ihre Landsfrau Xie Xingfang. Zhang Ning ist damit im Badminton die erste Athletin im Einzel, der die Titelverteidigung erfolgreich gelang.
Nach den Olympischen Spielen 2008 ist sie als Trainerin der chinesischen Dameneinzel tätig.

## Auszeichnung
- Mitglied der Badminton Hall of Fame[1]

## Erfolge
| Datum              | Turnier                           | Runde                 |
| 19. Mai 2002       | Uber Cup Finale                   | Mannschaftswettbewerb |
| 25. August 2002    | Yonex-Sunrise Singapur Open 2002  | Halbfinale            |
| 1. September 2002  | Sanyo Indonesia Open 2002         | Halbfinale            |
| 17. November 2002  | JVC Asienmeisterschaft 2002       | Halbfinale            |
| 22. Dezember 2002  | China Open 2002                   | Halbfinale            |
| 16. Februar 2003   | Yonex All England 2003            | Viertelfinale         |
| 23. Februar 2003   | Swiss Open 2003                   | Sieg                  |
| 23. März 2003      | Sudirman Cup 2003                 | Mannschaftswettbewerb |
| 3. August 2003     | Weltmeisterschaft 2003            | Sieg                  |
| 24. August 2003    | Yonex-Sunrise Singapur Open 2003  | Sieg                  |
| 28. September 2003 | Denmark Open 2003                 | Viertelfinale         |
| 5. Oktober 2003    | Yonex German Open 2003            | Sieg                  |
| 2. November 2003   | Hong Kong Open 2003               | Sieg                  |
| 7. März 2004       | Swiss Open 2004                   | Viertelfinale         |
| 14. März 2004      | Yonex All England 2004            | Viertelfinale         |
| 4. April 2004      | Noonnoppi Korea Open 2004         | Sieg                  |
| 11. April 2004     | Yonex Japan Open 2004             | Viertelfinale         |
| 16. Mai 2004       | Uber Cup 2004                     | Mannschaftswettbewerb |
| 4. Juli 2004       | Proton-Eon Malaysia Open 2004     | Sieg                  |
| 21. Aug 2004       | Olympia 2004                      | Sieg                  |
| 21. November 2004  | Aviva Singapur Open 2004          | Sieg                  |
| 5. März 2005       | Yonex German Open 2005            | Halbfinale            |
| 13. März 2005      | Yonex All England 2005            | Halbfinale            |
| 10. April 2005     | Yonex Japan Open 2005             | Sieg                  |
| 15. Mai 2005       | Sudirman Cup 2005                 | Mannschaftswettbewerb |
| 3. Juli 2005       | Singapur Open 2005                | Sieg                  |
| 10. Juli 2005      | Proton Malaysia Open 2005         | Sieg                  |
| 21. August 2005    | Weltmeisterschaft 2005            | Halbfinale            |
| 4. September 2005  | China Masters 2005                | Sieg                  |
| 6. November 2005   | Yonex-Sunrise Hong Kong Open 2005 | Sieg                  |
| 13. November 2005  | Picc China Open 2005              | Sieg                  |
| 15. Januar 2006    | Yonex German Open 2006            | Sieg                  |
| 22. Januar 2006    | Yonex All England 2006            | Halbfinale            |
| 24. September 2006 | Weltmeisterschaft 2006            | Finalistin            |
| 17. Mai 2007       | Sudirman Cup 2007                 | Mannschaftswettbewerb |
| 14. Juli 2007      | China Masters 2007                | Finalistin            |
| 17. August 2007    | Weltmeisterschaft 2007            | Halbfinalistin        |
| 16. August 2008    | Olympia 2008                      | Sieg                  |